# Rosa californica
Rosa californica, hồng hoang California, là một loài cây hoa hồng có nguồn gốc từ tiểu bang California và Oregon ở Hoa Kỳ và phía bắc của Baja California, Mexico.